# Liste de ponts de Mayotte
Cette page présente la liste des ponts du département français de Mayotte.
Les ponts sont classés en deux grandes catégories, les grands ponts en service et les ponts inscrits à l’inventaire national des monuments historiques.

## Liste des ponts

### Ponts de longueur supérieure à 100 m
Les ouvrages de longueur totale supérieure à 100 m du département de Mayotte sont classés ci-après par gestionnaires de voies.

### Ponts de longueur comprise entre 50 m et 100 m
Les ouvrages de longueur totale comprise entre 50 et 100 m du département de la Guyane sont classés ci-après par gestionnaires de voies.

### Ponts présentant un intérêt architectural ou historique
Aucun pont de Mayotte n’est inscrit à l’inventaire national des monuments historiques.
Le pont de la rivière Kwalé sur la commune de Passamaïnty, un pont de type Bailey, a fait l’objet d'une émission philatélique en 2004.
Un autre pont Bailey datant des années 1940, celui de Dzoumogné qui enjambe sur 30 mètres le ruisseau Mro oua Maré, fait l'objet d'une concertation dans les années 2020 de travaux pour être remplacé  ; le second pont de 35 m, déviant la RN1 vers l’Est, est en gestation depuis 2016 avec un investissement de 11,5 millions d’euros. Face au mécontentement des riverains, ce dernier a été incendié en juillet 2022 et une passerelle métallique installée en décembre a permis de rétablir la circulation pour les camions jusqu’à la réalisation des travaux de la future déviation.

## Projet de pont entre les îles
Un projet de pont entre les deux îles de Petite-Terre et de Grande-Terre (Mayotte) a parfois été évoqué pour relier les deux îles distantes de 1,8 km

## Sources
Base de données Mérimée du Ministère de la Culture et de la Communication.